# Парламентские выборы в Сальвадоре (1972)
Парламентские выборы в Сальвадоре проходили 12 марта 1972 года. В результате Национальная коалиционная партия получила большинство 39 из 52 мест Законодательного собрания.Однако выборы сопровождались многочисленными нарушениями. ЦИК дисквалифировал кандидатов Национального оппозиционного союза, альянса Христианско-демократической партии, Национального революционного движения и Националистического демократического союза, в 5 из 14 округов. Явка составила 56,7%.

## Результаты
| Партия                                         | Голоса  | %    | Места | +/-   |
| ---------------------------------------------- | ------- | ---- | ----- | ----- |
| Национальная коалиционная партия               | 353 775 | 67,4 | 39    | +5    |
| Национальный оппозиционный союз                | 119 194 | 22,7 | 8     | -9    |
| Сальвадорская народная партия                  | 31 790  | 6,1  | 4     | +3    |
| Объединённый независимый демократический фронт | 20 194  | 3,8  | 1     | новая |
| Недействительных/пустых бюллетеней             | 109 698 | -    | -     | -     |
| Всего                                          | 634 651 | 100  | 52    | 0     |
| Источник: Nohlen                               |         |      |       |       |